# Contea di West Wimmera
La contea di West Wimmera è una local government area che si trova nello Stato di Victoria. Essa si estende su una superficie di 9.107 chilometri quadrati e ha una popolazione di 4.251 abitanti. La sede del consiglio si trova a Edenhope.